# Cyclophora pupillarium
Cyclophora pupillarium là một loài bướm đêm trong họ Geometridae.